# Karim Ait Mohamed
Karim Ait Mohamed (en arabe : كريم آيت محمد), né le 27 janvier 2000 à Agadir, est un footballeur marocain évoluant au poste de milieu central au HUS Agadir.

## Biographie
Karim Ait Mohamed naît à Agadir et intègre très jeune le centre de formation du HUS Agadir.
Lors de la saison 2018-2019, il dispute huit matchs en championnat et marque son premier but. Il termine la saison à la troisième place du championnat marocain. Le 28 juin 2019, il prolonge son contrat de deux saisons au HUS Agadir.
Le 18 novembre 2019, il atteint la finale de la Coupe du Maroc contre le Tihad AS (défaite, 2-1).
Le 19 octobre 2020, Karim Ait Mohamed atteint la demi-finale de la Coupe de la confédération contre le RS Berkane (défaite, 2-1).
Le 5 mai 2021, il est éliminé des quarts de finales de la Coupe du Maroc, après une défaite de 2-0 contre le Raja de Béni Mellal, club évoluant en D2 marocaine.

## Palmarès

### En club
HUS Agadir
- Coupe du Maroc  :
  - Finaliste : 2019.

## Statistiques

### Statistiques détaillées
| Saison                | Club                  | Championnat           | Championnat | Championnat | Championnat | Coupe(s) nationale(s) | Coupe(s) nationale(s) | Coupe(s) nationale(s) | Compétition(s) continentale(s) | Compétition(s) continentale(s) | Compétition(s) continentale(s) | Compétition(s) continentale(s) | Autres compétitions | Autres compétitions | Autres compétitions | Autres compétitions | Total | Total | Total |
| Saison                | Club                  | Division              | M.          | B.          | P.d.        | M.                    | B.                    | P.d.                  | Comp.                          | M.                             | B.                             | P.d.                           | Comp.               | M.                  | B.                  | P.d.                | M.    | B.    | P.d.  |
| 2018-2019             | HUS Agadir            | Botola Pro            | 8           | 1           | 0           | 2                     | 0                     | 0                     | C3                             | -                              | -                              | -                              | -                   | -                   | -                   | -                   | 10    | 1     | 0     |
| 2019-2020             | HUS Agadir            | Botola Pro            | 19          | 0           | 0           | -                     | -                     | -                     | C3                             | 8                              | 0                              | 0                              | -                   | -                   | -                   | -                   | 27    | 0     | 0     |
| 2020-2021             | HUS Agadir            | Botola Pro            | 8           | 0           | 0           | -                     | -                     | -                     | -                              | -                              | -                              | -                              | -                   | -                   | -                   | -                   | 8     | 0     | 0     |
| Total sur la carrière | Total sur la carrière | Total sur la carrière | 35          | 1           | 0           | 2                     | 0                     | 0                     | -                              | 8                              | 0                              | 0                              | -                   | -                   | -                   | -                   | 45    | 1     | 0     |